# Падун (Новосибирская область)
Падун — посёлок в Черепановском районе Новосибирской области. Входит в состав Медведского сельсовета.

## География
Площадь посёлка — 28 гектаров.

## Население
| 2002 | 2007 | 2010 |
| ---- | ---- | ---- |
| 73   | ↗81  | ↘63  |

## Инфраструктура
В посёлке по данным на 2007 год функционирует 1 учреждение здравоохранения.